# JXplorer
JXplorer é um cliente livre de código aberto para navegar em servidores de Lightweight Directory Access Protocol (LDAP) e arquivos LDAP Data Interchange Format (LDIF). É lançado sob uma licença equivalente à Apache. O JXplorer é escrito em Java e é independente de plataforma, configurável e tem sido traduzido em várias idiomas. Os primeiros autores e mantenedores são Chris Betts e Trudi Ersvaer, originalmente ambos trabalhando no laboratório de software CA (então Computer Associates) eTrust Directory (hoje CA Directory) em Melbourne, Austrália.
Várias distribuições Linux comuns incluem o software JXplorer para administração de servidores LDAP. O software também roda em variantes BSD, AIX, HP-UX, Mac OS X, Solaris, Microsoft Windows (2000, XP) e z/OS.
As principais características são: 
- SSL, SASL e GSSAPI;
- DSML;
- LDIF;
- I18n (atualmente, em alemão, francês, japonês, chinês tradicional, chinês simplificado e húngaro);
- GUI de construtor de filtro LDAP opcional; arquitetura extensível.

A versão 3.3, a 'Edição de 10º Aniversário' foi lançada em julho de 2012. Em geral, o programa já foi baixado mais de um milhão de vezes do SourceForge e é empacotado em várias distribuições Linux.